# Narcyz trąbkowy
Narcyz trąbkowy (Narcissus pseudonarcissus L.) – gatunek rośliny należący do rodziny amarylkowatych. Na stanowiskach naturalnych dziko rośnie w Afryce (Makaronezja), na wyspie Madera, w Azji (Azerbejdżan) oraz kilku krajach Europy (Wielka Brytania, Niemcy, Holandia, Szwajcaria, Włochy, Hiszpania, Francja, Portugalia). Od gatunku tego pochodzi grupa mieszańców, przez ogrodników zaliczana do I grupy narcyzów (narcyzy trąbkowe).

## Morfologia

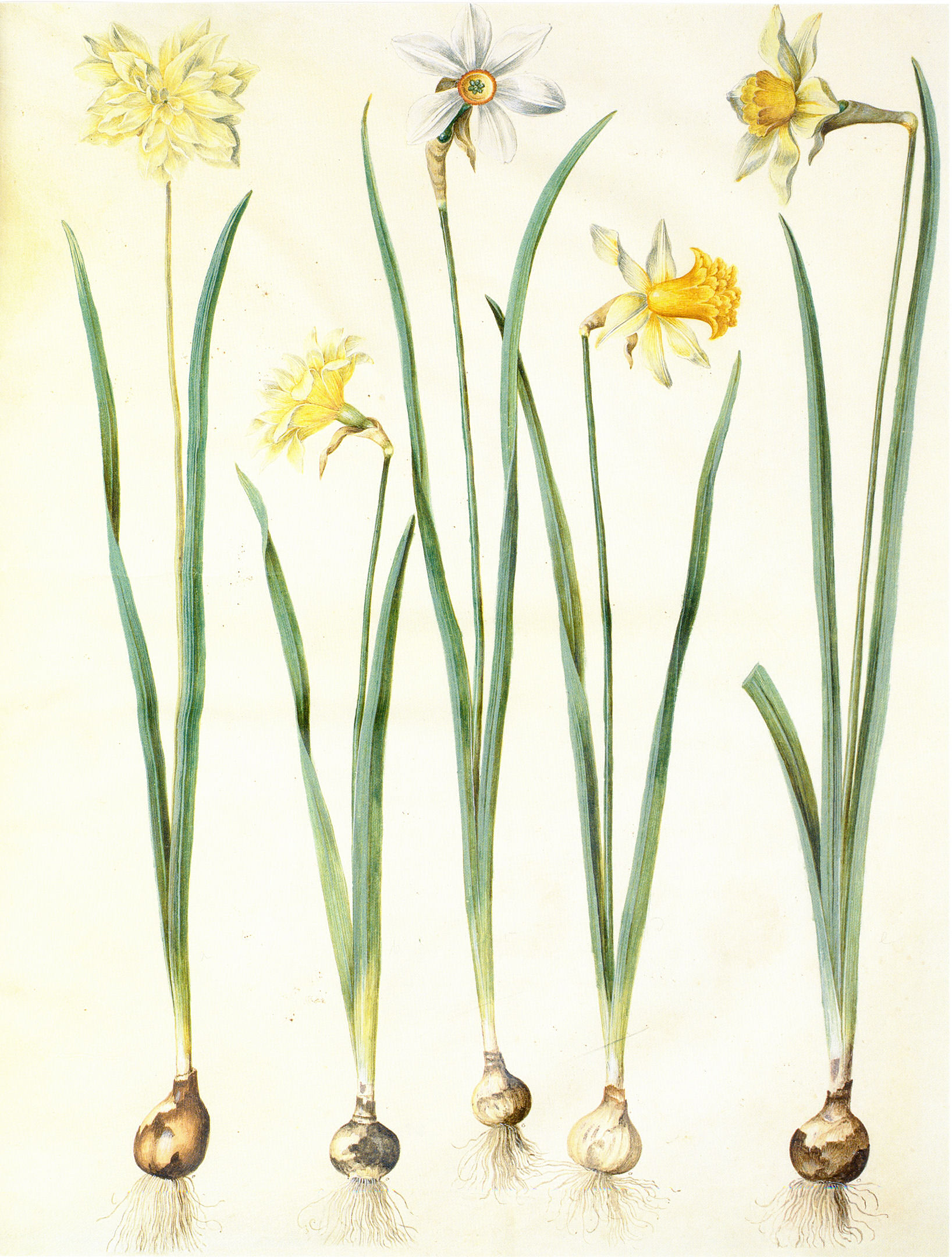
Morfologia

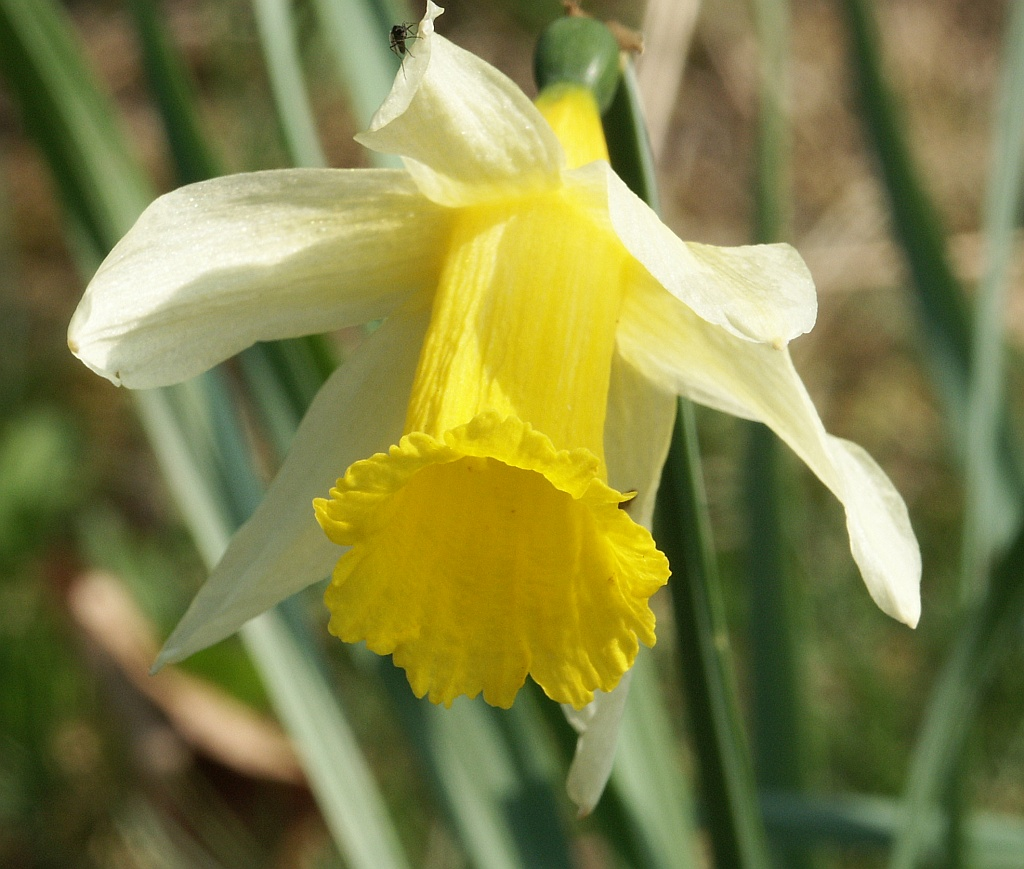
Kwiat

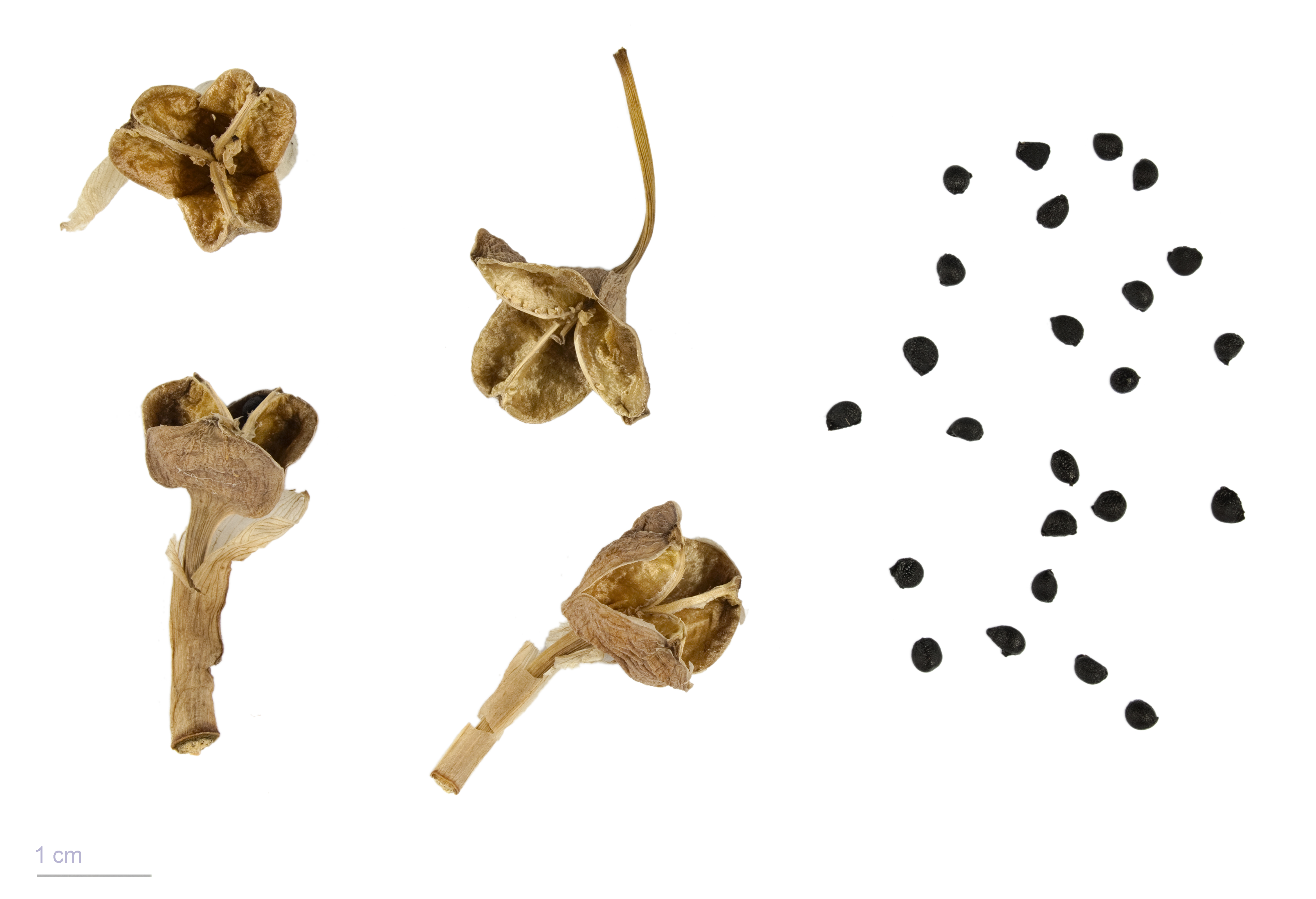
Owoce i nasiona

PokrójOsiąga 15 – 35 cm wysokości.
KwiatyŻółte, pojedyncze, gwiazdkowate, z przykoronkiem w kształcie dzwonka.
LiścieOd dwóch do czterech wąskich, długich liści.
OwoceW postaci błoniastych torebek nasiennych.

## Zastosowanie
Ze względu na swoje duże, jaskrawe kwiaty i wczesną porę kwitnienia uprawiany jest w gruncie na rabatach i w trawnikach jako roślina ozdobna. Często wykorzystywany jest też na kwiat cięty, w wodzie długo zachowuje świeżość. W Polsce często uprawiany jest w ogrzewanych szklarniach i pędzony dla przyspieszania kwitnienia. Tak przyspieszone narcyzy sprzedaje się w doniczkach lub na kwiat cięty bardzo wczesną wiosną, a nawet w zimie.

## Uprawa
Nie ma specjalnych wymagań co do gleby i można go uprawiać na każdej glebie ogrodowej, najlepiej jednak rośnie na glebie próchnicznej i stale wilgotnej. Oprócz nawożenia i odchwaszczania nie wymaga innych zabiegów pielęgnacyjnych. Wytwarza stale cebule przybyszowe, za pomocą których łatwo go rozmnażać. Wykopuje się je pod koniec czerwca lub z początkiem lipca, gdy pęd naziemny zaczyna już obumierać, przechowuje w chłodnym i ciemnym pomieszczeniu i sadzi we wrześniu. Po kilku latach uprawy wskutek wytwarzania cebulek przybyszowych roślina nadmiernie zagęści się i słabo kwitnie, należy wówczas(po przekwitnieniu rośliny) cebulki przerzedzić.